# Чэнь Цзяньжэнь
Чэнь Цзяньжэ́нь (кит. трад. 陳建仁, пиньинь Chén Jiànrén; род. 6 июня 1951) — тайваньский политик, беспартийный государственный деятель, премьер-министр Китайской Республики с 31 января 2023 по 20 мая 2024 года. Ранее занимал должность вице-президента (2016—2020).

## Биография
Родился 6 июня 1951 года в городской волости Цишань уезда Гаосюн. В 1982 году защитил докторскую диссертацию в Университете Джонса Хопкинса по теме «Эпидемиология и генетика человека». Женат, две дочери. Исповедует католичество. Стал первым тайваньским католиком на посту вице-президента. 
Директор по вопросам здравоохранения Исполнительного Юаня Китайской Республики (2003—2005). Исполняя на этом посту обязанности, аналогичные посту министра здравоохранения, получил высокие оценки экспертов за эффективное управление в период эпидемии атипичной пневмонии, своевременно введя карантин и тесты для выявления заболевших. В 2010 году Чэнь Цзяньжэню было присвоено звание рыцаря Ордена Святого Гроба Господнего Иерусалимского, а в 2013 году — звание рыцаря Ордена Святого Григория Великого — в знак признания его заслуг в области борьбы с эпидемией атипичной пневмонии.
Вице-президент Китайской Республики в 2016—2020 годах.
Академик Академии Синика, иностранный член Национальной академии наук США (2017).

## Почётные звания и награды
- 2005 Президентская научная премия (Науки о жизни)[9]
- 2009 Офицер Ордена Академических пальм (Франция)[9]
- 2010 Рыцарь ордена Святого Григория Великого (Ватикан)[10]
- 2013 Рыцарь ордена Святого Гроба Господнего Иерусалимского (Ватикан)[10]